# يي سونغ
هو كيم جونغ-وون ولد بتاريخ 24 أغسطس عام 1984 معروف باسمه الفني يي سونغ , هو مغني بوب كوري كعضو في فرقة الغناء الكورية سوبر جونيور وأحدالمغنين الأربعة الرئيسيين فيها، وكان في فترة يقدم برنامجه الخاص على الراديو (ميراكل فور يو Miracle For You), اسمه الفني يي سونغ يُترجَم (الصوت الفني) وهو مأخوذ من مقطع (يي سول سونغدي) والذي يعني الحبال الصوتية للفنان.

## حياته
ولد يي سونغ في تشونان، تشُنغ-تشونغ الجنوبية، ولديه أخ أصغر يُدعى كيم جونغ-جين، أبدى يي سونغ منذ سن صغيرة اهتماماً بالغناء. في عام 1999 اشترك يي سونغ في منافسة تشونان الغنائية وحصل على الميدالية الذهبية.

## حياته الفنية
عام 2001 قامت والدة يي سونغ بتقديمه للاشتراك في تجارب الأداء التي تقيمها شركة إس إم إ نترتينمينت (Starlight Casting System) حيث يتم اختيار فنانين للعمل تحت اسم الشركة. وقد أعجب لجنة التحكيم ب (صوته الفني) وقام بنفس السنة بتوقيع العقد مع الشركة.في نهاية عام 2004 , تم اختيار يي سونغ ليكون عضواً في فرقة الشباب الكثيرة الأعضاء والتي تعتمد منهج التجديد الدوري سوبر جونيور.

### سوبر جونيور 05
يوم 6/نوفمبر/2005 كان البداية الرسمية لسوبر جونيور 05(الجيل الأول من فرقة سوبر جونيور)والبداية الرسمية ليي سونغ كعضو فيها حيث قامت الفرقة بأداء أغنيتهم الأولى توينز (نوك اوت)(بالإنجليزية: Twins (knock out))‏، في برنامج popular songs على قناة SBS في وجود ما يقارب 500 من معجبي الفرقة.

### سوبر جونيور
في شهر مارس 2006 بدلأت، باختيار أعضاء جدد ليكونوا في الجيل الثاني من سوبر جونيور (سوبر جونيور 06)، ولكن المخطط تغير بإضافة الشركة للعضو الثالث عشر كيوهيون، وإعلانها إيقاف تشكيل أجيال سوبر جونير المستقبلية، وذلك بسبب إدراكها للشعبية الكبيرة التي يحظى بها أعضاء الفرقة، وهكذا أسقطت اللاحقة 05 في اسم الفرقة، وأصبح اسم الفرقة رسميا سوبر جونيور وبقي لي توك في منصب القائد.
بعد هذا التغيير الذي حدث للفرقة قامت الفرقة باصدار أغنيتهم U والتي قادت الفرقة إلى نجاح كبير، وكانت هذه الأغنية أنجح أغاني الفرقة من حيث أدائها في مراتب الأغاني حتى إصدارهم لأغنية sorry sorry في شهر مارس سنة 2009.

### الفرق الفرعية
فرقة سوبر جونيور تعتمد في مشوارها الفني طريقة إيجاد الفرق فرعية، حيث تضم كل فرقة فرعية بعضا من أعضاء الفرقة الأصلية (ما عدا سوبر جونيور M التي تضم عضوين من خارج أعضاء الفرقة الأصلية الثلاثة عشر)وذلك لإتاحة المجال لكل عضو لإظهار مواهبه حيث أن كثرة الأعضاء في الفرقة قد يمنع ذلك.
يي سونغ عضواً في فرقتين فرعيتين. في نوفمبر 2006 , كان في أول فرقة فرعية وهي سوبر جونيور K.R.Y التي تختص بأغاني البالاد الحزينة من نوع R&B , في عام 2008 , وضع في الفرقة الفرعية الرابعة سوبر جونيور هابي.

## تعرضه للإصابة
بتاريخ 18 /مايو/2008 أٌدخل يي سونغ للمشفى إثر إغمائه خلال ماراثون خيري كانت تقوم به الفرقة، وذلك بعد قطعه مسافة 70 كيلو متر.
وفي الثامن من أغسطس أدخل للمشفى مرة أخرى إثر سقوطه من على خشبة عرض ارتفاعها متر ونصف، وذلك أثناء تحضير الفرقة لأداء أغنية باجاما بارتي pajama party في برنامج بنك الموسيقى لKBS , وقد أثرت الإصابة على إصاباته القديمة في الرقبة والخصر ولم يخرج من المشفى إلا بعد يومين.

## أغانيه
عام 2008 , غنى ييسونغ الأغنية الرئيسية لمسلسل "Tazza", وهو مسلسل عرض بتاريخ 16 / سبتمبر / 2008 ونال نسبة مشاهدة عالية، والأغنية هي بالاد حزينة بعنوان  الحب مؤلم حقاً الحب مؤلم حقاً (ساران تشم أبودا) , وتم بث الأغنية باستمرار خلال المسلسل، وقد غناها على المسرح خلال حفلة الذكرى السنوية الثالثة لانطلاقة سوبر جونيور، وكذلك غناها في الجولة الآسيوية الأولى لسوبر جونيور «سوبر شو» بالمشاركة مع لي توك.
عام 2010 , غنى يي سونغ أغنية الختام لمسلسل «أخت سندريلا» والذي عرض بتاريخ 31 / مارس / 2010 , عنوان الأغنية لا يمكن أن تكون غيركِ (نوآنميون أندي) وتتحدث الأغنية عن رجل افترق عن حبه منذ زمن طويل لكنه ما زال يفكر بها ولا يمكنه العيش بدونها، قام يي سونغ بغنائها على المسرح خلال الجولة الآسيوية الثانة لسوبر جونيور «سوبر شو 2» في مانيلا الفليبين، وكذلك غناها في برنامج كس ذا راديو الذي يقدمه لي توك وإن هيوك.
| الدراما        | اسم الأغنية       | بمشاركة     |
| -------------- | ----------------- | ----------- |
| Tazza          | Love Really Hurts |             |
| Paradise Ranch | Waiting For You   |             |
| Paradise Ranch | "I Am Behind You  | Jang Hyejin |

## التقديم
منذ سبتمبر 2006 حتى سبتمبر 2007 كان ليي سونغ برنامجه الراديو الخاص به ميراكل فور يو (Miracle For You) حيث كان يستضيف بعض أعضاء سوبر جونيور بشكل متكرر، لكن كان على يي سونغ أن ينهي البرنامج ليركز نشاطه على الألبوم الثاني لسوبر جونيور دونت دون، وذلك قبل أن يكمل البرنامج سنته الأولى، تم بث آخر حلقة من البرنامج بتاريخ 8 / سبتمبر / 2007 .

## التمثيل
كان أول دور تمثيلي ليي سونغ في فيلم «هجوم على الفتيان الوسيمين», الفيلم الذي ضم معظم أعظاء سوبر جونيور وكان دور يي سونغ نجم روك في مدرسته يتعرض لهجوم بطريقة غامضة.
عام 2009 : اختير يي سونغ لدور جونغ ميونغ-سو في المسرحية الغنائية «الحصن الجبلي لكوريا الجنوبية», والتي عرضت منذ 9 أكتوبر حتى 4 نوفمبر.
عام 2010 : اختير للتمثيل في المسرحية الغنائية هونغ غيل-دونغ مع زميله في الفرقة سونغ من. أخذ دور جانبي في مسلسل الصوت عام 2017.

## الروابط الخارجية
- يي سونغ على موقع IMDb (الإنجليزية)
- يي سونغ على موقع ميوزك برينز (الإنجليزية)
- يي سونغ على موقع ديسكوغز (الإنجليزية)
- يي سونغ على موقع قاعدة بيانات الفيلم (الإنجليزية)
- موقع شركة إس إم إنترنتينمينت الرسمي
- موقع سوبر جونيور الرسمي
- سوبر جونيور الصيني الرسمي
- موقع سوبر جونيور الياباني الرسمي
- الموقع الرسمي لسوبر جونيور هابي